# آرزو ایزدی
آرزو ایزدی (زاده ۱۱ فرودین ۱۳۷۴) بازیکن چپ دست هاکی روی یخ اهل ایران است.
ایزدی عضو تیم باشگاهی مستر آیس هاکی کلاب و دروازه‌بان تیم ملی هاکی روی یخ بانوان ایران است. وی در مسابقات هاکی روی یخ بانوان قهرمانی آسیا و اقیانوسیه ۲۰۲۳ به مدال تیمی نقره دست یافت.
ایزدی در این بازی‌ها در هر ۶ مسابقه به میدان رفت.